# 1233 Kobresia
1233 Kobresia (1931 TG2) là một tiểu hành tinh vành đai chính được phát hiện ngày 10 tháng 10 năm 1931 bởi Karl Wilhelm Reinmuth ở Heidelberg.